# Charles-Édouard Fifrelin
Charles-Édouard « La Binocle » Fifrelin (Charles « Chuckie » Finster en V.O.) est un personnage des séries télévisées d'animation Les Razmoket et Razbitume ! et ses films qui en sont adaptés. Meilleur ami de Tommy Cornichon, il est également connu en tant que chef des Razmoket. Il est le plus âgé des six Razmoket. Il se distingue des autres par sa grande peur des choses qui l’entourent, notamment par les clowns et par le logo de « Quaker Oats Company ». Il est aussi le seul Razmoket à être gaucher, et le seul qui peut dire quelques mots aux adultes durant la série (il a dit « non » dans Les Razmoket à Paris, le film).

## Biographie fictive

### DansLes Razmoket
Un des 5 premiers personnages de la série, Charles-Édouard, dit « La Binocle » a les cheveux roux, des lunettes carrées, des dents de lapin et est aussi gaucher. Il porte communément un T-shirt bleu avec l’image de la planète Saturne dessus, un short vert et des chaussures rouges avec les lacets défaits. Il est facilement effrayé. Sa première suggestion quand les autres vont faire quelque chose ou vont quelque part est  « Peut-être ce n’est pas une si bonne idée ». Il est tout de même ami avec Casse bonbon et les grumeaux. Il est loyal, parfois courageux et il est toujours là quand ses amis ont besoin de lui. Il est très proche de son père, Charles, et il est souvent victime de l’intimidation d’Angelica, dite Couette Couette.

### Les Razmoket à Paris, le film
Son héroïsme est ici dévoilé quand il conduit les bébés, sur le Reptar géant, à l'église pour empêcher Coco de se marier à son père, Charles. Ce dernier se marie finalement avec Kira Watanabe. Charles-Édouard gagne une belle-mère, mais aussi une demi-sœur : Kimi. Kimi et la binocle s'entendent bien, encore qu'il ait toujours peur.

### Sa mère
La mère de Charles-Édouard s’appelait Melinda Fifrelin. Elle est morte pour une raison inconnue et on ne l’a seulement vue sur des photos ou dans des flashbacks. Elle nous apparaît la première fois dans l’épisode « La fête des mères ». Elle était vendeuse de légumes sur le marché quand elle a rencontré Charles. Dans les premiers épisodes, il est sous-entendu qu’elle était toujours en vie. Par exemple dans « Le palais des jouets », Charles et Jean-Roger quittent le magasin et Charles informe Jean Roger qu’il va mettre de la mort aux rats partout dans sa maison et Jean-Roger répond d’une façon ironique « n’en mets pas sur ta femme ». De même, durant l'épisode « Robot toi-même », il était clairement dit qu'elle était venue chercher Charles-Édouard. Toutefois, à l'époque, elle n'a jamais été vue à l'écran, et a été rarement mentionnée.
Plus tard dans la série, Charles apparait comme un homme qui n’est pas marié et il n’y a aucune femme dans sa maison pour remplir le rôle de la mère de la binocle. Le fait qu’elle soit décédée est confirmé durant l’épisode « La fête des mères ». Charles parle alors à son fils disant que sa mère est morte quand il était encore petit. C’est alors à ce moment-là que Charles lui montre des photographies d’elle. Il n'est jamais précisé quand Melinda est morte mais sur les photos on peut voir Charles-Édouard très jeune. À l’hôpital, Melinda a écrit un poème à son fils : 

« Mon adorable bébé.
Bien que je doive te quitter, tu pourras toujours me trouver.
Chaque fois que le vent te frôlera, c’est ma main sur ton visage qui te caressera.
Quand près de l’arbre tu te serras, c’est dans mes bras que tu te blottiras.
Quand le soleil te réchauffera, c’est mon amour que tu sentiras.
Et quand la pluie te mouillera, c’est mes larmes de joie que tu toucheras.
Et quand sur l’herbe tu t’allongeras, c’est près de moi que tu seras.
Et quand tu seras endormi, je te murmurai à l’oreille… bonne nuit. »

— Poème écrit pour Charles-Édouard par sa mère quand elle était à l’hôpital
Dans l'épisode « Vive le barbecue » (saison 1 des Razmoket). Au début de l’épisode, Jean-Roger fait cuire des hamburgers sur le barbecue et filme en même temps le jardin et les invités. C’est là que l’on peut voir Charles assis à une table avec une femme à côté de lui qui ressemble étrangement à Charles-Édouard. Cela n’a jamais été certifié que cette femme était Melinda Fifrelin.

## Doublage
Il est doublé par Adrien Antoine dans la première saison de la série puis comme celui-ci a mué par Natacha Gerritsen dans la version francophone et par Christine Cavanaugh et Nancy Cartwright dans la version américaine.